# Alien Lanes
Az 1995-ös Alien Lanes a Guided by Voices nyolcadik nagylemeze. Ez volt az együttes első lemeze a Matador Records-nál.
A Pitchfork Media a 90-es évek 100 legjobb albuma felmérésén a 27. lett, míg a Magnet magazin 1995 legjobb albumának nevezte. Szerepel az 1001 lemez, amit hallanod kell, mielőtt meghalsz című könyvben.

## Az album dalai
|     | Cím                          | Szerző(k)                             | Hossz |
| --- | ---------------------------- | ------------------------------------- | ----- |
| 1.  | A Salty Salute               | Robert Pollard, Tobin Sprout          | 1:29  |
| 2.  | Evil Speakers                | R. Pollard                            | 0:58  |
| 3.  | Watch Me Jumpstart           | R. Pollard                            | 2:24  |
| 4.  | They're Not Witches          | Greg Demos, Jim Pollard, R. Pollard   | 0:51  |
| 5.  | As We Go Up, We Go Down      | R. Pollard                            | 1:37  |
| 6.  | (I Wanna Be a) Dumbcharger   | R. Pollard                            | 1:13  |
| 7.  | Game of Pricks               | R. Pollard                            | 1:33  |
| 8.  | The Ugly Vision              | R. Pollard                            | 1:34  |
| 9.  | A Good Flying Bird           | Sprout                                | 1:07  |
| 10. | Cigarette Tricks             | Demos, J. Pollard, R. Pollard, Sprout | 0:18  |
| 11. | Pimple Zoo                   | R. Pollard                            | 0:42  |
| 12. | Big Chief Chinese Restaurant | J. Pollard, R. Pollard                | 0:56  |
| 13. | Closer You Are               | R. Pollard                            | 1:56  |
| 14. | Auditorium                   | R. Pollard, Sprout                    | 1:02  |
| 15. | Motor Away                   | R. Pollard, Sprout                    | 2:06  |
| 16. | Hit                          | R. Pollard                            | 0:23  |
| 17. | My Valuable Hunting Knife    | R. Pollard                            | 2:00  |
| 18. | Gold Hick                    | R. Pollard                            | 0:30  |
| 19. | King and Caroline            | R. Pollard, Sprout                    | 1:36  |
| 20. | Striped White Jets           | R. Pollard                            | 2:15  |
| 21. | Ex-Supermodel                | R. Pollard, Sprout                    | 1:06  |
| 22. | Blimps Go 90                 | R. Pollard                            | 1:40  |
| 23. | Strawdogs                    | Sprout                                | 1:17  |
| 24. | Chicken Blows                | R. Pollard                            | 2:21  |
| 25. | Little Whirl                 | Sprout                                | 1:46  |
| 26. | My Son Cool                  | R. Pollard                            | 1:41  |
| 27. | Always Crush Me              | R. Pollard                            | 1:44  |
| 28. | Alright                      | R. Pollard                            | 2:56  |

## Fordítás
Ez a szócikk részben vagy egészben az Alien Lanes című angol Wikipédia-szócikk ezen változatának fordításán alapul.  Az eredeti cikk szerkesztőit annak laptörténete sorolja fel. Ez a jelzés csupán a megfogalmazás eredetét és a szerzői jogokat jelzi, nem szolgál a cikkben szereplő információk forrásmegjelöléseként.